# Centre du riz pour l'Afrique
Le Centre du riz pour l'Afrique (AfricaRice) est l'un des 15 centres de recherche agricole membres du Groupe consultatif pour la recherche agricole internationale (CGIAR) qui vise à améliorer durablement la sécurité alimentaire et nutritionnelle pour une Afrique saine et prospère.

## Histoire
Le Centre a été créé en 1971 par 11 États africains sous l'appellation de  l’Association pour le Développement de la Riziculture en Afrique de l’Ouest (ADRAO). Elle a été établie avec l’aide du Programme des Nations Unies pour le Développement (PNUD), de l’Organisation des Nations Unies pour l’Alimentation et l’Agriculture (FAO) et de la Commission économique pour l’Afrique (CEA).
Reconnaissant l'importance stratégique du riz pour l'Afrique et l'expansion géographique effective du Centre, son Conseil des ministres a pris la décision historique en 2009 de changer son nom en : « Centre du riz pour l'Afrique (AfricaRice) ».
À ce jour, il compte 28 Etats membres couvrant toutes les régions de l’Afrique : Bénin, Burkina Faso, Cameroun, Côte d'Ivoire, Égypte, Éthiopie, Gabon, Gambie, Ghana, Guinée, Guinée-Bissau, Liberia, Kenya, Madagascar, Mali, Mauritanie, Mozambique, Niger, Nigeria, Ouganda, République centrafricaine, République démocratique du Congo, République du Congo, Rwanda, Sénégal, Sierra Leone, Tchad et Togo.
Le siège social d'AfricaRice est à Abidjan et la station de recherche bâti sur une superficie de plus de 700 ha est basée à Mbé/Bouaké en Côte d'Ivoire, mais à cause de l'instabilité politique en Côte d'Ivoire, le centre avait été transféré provisoirement à Cotonou au Bénin de 2002 à 2015 avant d’être transféré à nouveau en Côte d’Ivoire à Abidjan. AfricaRice dispose des stations de recherche au Bénin, au Sénégal, au Nigéria, en Tanzanie, au Libéria, Ouganda, Madagascar et au Ghana.

## Mission
Fournir des innovations basées sur le riz et des systèmes agroalimentaires transformés basés sur le riz qui contribuent à la transformation des systèmes alimentaires, fonciers et hydriques face au changement climatique.
Un grand avancement fut réalisé avec la création de NERICA (New Rice for Africa), qui est un croisement de variétés du riz africain (Oryza glaberrima) et de variétés du riz asiatique (Oryza sativa). Pour son travail de développement du NERICA le chercheur et créateur principal Monty Jones a reçu le prestigieux Prix mondial de l'alimentation en 2004.
AfricaRice répond à douze (12) des dix-sept (17) Objectifs de Développement Durable (ODD). 
Les activités du centre sont subdivisées en quatre grands programmes de recherche et de développement, à savoir :   
Programme I : Programme Diversité génétique et amélioration variétale (GDI),  
Programme II : Programme Amélioration de la productivité durable (SPE),   
Programme III : Programme Politique, Systèmes d'Innovation et Evaluation d’impact (PII) &  
Programme IV : Programme de développement du secteur rizicole (RSD).  